# Todd Beamer
Todd Morgan Beamer (24 tháng 11 năm 1968 – 11 tháng 9 năm 2001) là nạn nhân của vụ tấn công khủng bố ngày 11 tháng 9 năm 2001. Beamer là hành khách trên chuyến bay số 93 của United Airlines, câu nói sau cùng của anh với người người phụ trách tổng đài "Let’s roll" (Lên nào) trở nên câu khẩu hiệu được sử dụng rộng rãi sau đó.

## Tiểu sử
Todd Beamer, sinh sống ở Cranbury, tiểu bang New Jersey, phụ trách một bộ phận kế toán của tập đoàn Oracle. Todd chết ở tuổi 32 trên chuyến bay 93 của United Airlines, để lại vợ, Lisa Beamer, hai con trai, David và Drew, và một con gái, Morgan Kay, chào đời ngày 9 tháng 1 năm 2002 - gần bốn tháng sau khi Todd qua đời.
Todd và những hành khách khác đã liên lạc được với bên ngoài qua hệ thống điện đàm trên phi cơ và điện thoại di động để biết rằng Trung tâm Thương mại Thế giới đã bị tấn công bởi hai chiếc máy bay bị không tặc. Todd nói chuyện với Lisa D. Jefferson, phụ trách tổng đài GTE Airfone tại Oak Brook, tiểu bang Illinois, trong 13 phút (Beamer cố gắng gọi về nhà bằng thiết bị điện đàm trên máy bay nhưng lại vào đường dây của tổng đài). Trước khi kết thúc cuộc gọi, Beamer và Jefferson cùng đọc bài Cầu nguyện chung (kinh Lạy Cha).
Mặc dù nhiều người tin rằng các hành khách trên chuyến bay đã cố làm máy bay rơi bằng một nỗ lực trong tuyệt vọng hầu có thể cứu mạng những người khác trên mặt đất, kết luận của Ủy ban 9/11 (dựa trên băng ghi âm phòng lái của chiếc hộp đen) cho rằng hành khách trên chuyến bay 93 không có ý định làm máy bay rơi, nhưng bọn không tặc đã cho máy bay đâm xuống đất khi các hành khách cố xông vào phòng lái để cố giành lại quyền kiểm soát máy bay.
"Let’s roll" được công nhận rộng rãi là câu nói sau cùng của Todd Beamer qua điện đàm sau khi Lisa Beamer thuật rằng cô đã nghe lời này qua điện thoại di động của chồng.
Một số cơ sở được đặt theo tên của Todd Beamer, trong đó có một bưu điện ở Cranbury, New Jersey; một trường trung học (Todd Beamer High School) ở Federal Way, Tây Virginia; Đại học Wheaton cũng có một toà nhà mang tên Beamer (Todd M. Beamer Student Center). Beamer đã từng theo học tại
Năm 2003, Lisa Beamer, với sự cộng tác của Ken Abraham, viết một cuốn sách về Todd và những nỗ lực của cô khi gánh chịu nỗi đau về cái chết của chồng với tựa đề Let’s Roll: Con người bình thường, Lòng dũng cảm phi thường (Let's Roll!: Ordinary People, Extraordinary Courage), thuật lại cuộc sống của Todd và Lisa trước tai nạn và cuộc sống của Lisa sau đó.